# Фелисисиму, Эдуарду
Эдуарду Мануэл де Фрейташ Монтейру Феррейра Фелисисиму (порт.  Eduardo Manuel de Freitas Monteiro Ferreira Felicíssimo; родился 8 января 2007, Монтижу, Португалия) — португальский футболист, полузащитник клуба «Спортинг».

## Клубная карьера
Воспитанник «Бенфики», в 2019 году Фелисисиму присоединился к академии «Спортинга». 22 декабря 2024 года впервые попал в заявку основной команды клуба на матч Примейра-лиги против «Жил Висенте», однако на поле не появился. 23 февраля 2025 года дебютировал за «Спортинг», выйдя на замену в матче чемпионата Португалии против «АВС САД».

## Карьера в сборной
Выступал за сборные Португалии до 16, до 17 и до 19 лет.

## Достижения
«Спортинг»
- Чемпион Португалии: 2024/25
- Обладатель Кубка Португалии: 2024/25